# Gustav Solar
Gustav Solar (* 28. August 1916; † 6. März 1997) war ein tschechischer Kunsthistoriker und Übersetzer, der seit 1969 in Zürich lebte.

## Herkunft und Leben
Solar, der aus Prag stammte, promovierte 1947 an der Universität Prag mit einer Arbeit Über die Polyphonie der Kunstgeschichte, Versuch einer Orientierung. Nach dem Studium arbeitete er zunächst im diplomatischen Dienst der Tschechoslowakei, 1949–1950 als stellvertretender Botschafter ad interim in Stockholm, dann in Westberlin 1950–1953. Darnach war er freiberuflicher Übersetzer. Er übertrug Kinderliteratur sowie kunsthistorische und touristische Texte, aber z. B. auch (zusammen mit Felix R. Bosonnet) Pavel Kohouts Roman Aus dem Tagebuch eines Konterrevolutionärs, aus dem Tschechischen ins Deutsche, publiziert 1969. Von August 1961 bis Oktober 1968 war er zudem Chefredakteur der im Orbis-Verlag Prag seit 1958 herausgegebenen Monatsschrift Im Herzen Europas.
Solar emigrierte nach der Niederschlagung des Prager Frühlings in die Schweiz. Dort arbeitete er bis 1981 als Wissenschaftlicher Bibliothekar und stellvertretender Leiter der Graphischen Sammlung der Zentralbibliothek Zürich. Er verfasste für die Schweiz wichtige kunsthistorische Arbeiten, analysierte das physiognomische Kabinett von Johann Caspar Lavater, wurde Kenner und Interpret der Arbeiten von Hans Conrad Escher von der Linth und seines topographischen Lebenswerks. Er entdeckte den Porträtzeichner Diethelm Heinrich Lavater (1743–1823), und wurde Erforscher und Bearbeiter der topographischen Ansichten von Jan Hackaert und Conrad Meyer, sowie Experte und Historiker des Panoramas.

## Werke und Herausgeberschaft (Auswahl)
- Hans Conrad Escher von der Linth: Ansichten und Panoramen der Schweiz, die Ansichten 1780-1822; Text von Gustav Solar und Jost Hösli, hrsg. von Gustav Solar; Atlantis Verlag, Zürich 1974; 367 S., ill., mit Faltkarte, in Schuber (Orbis terrarum); ISBN 3-7611-0440-5.
- Hans Conrad Escher von der Linth: Ansichten und Panoramen der Schweiz [Kartenmaterial, Faksimileausgabe], hrsg. und bearb. von Gustav Solar; Verlag Orell Füssli, Zürich 1976; 27 Panoramen, mehrfarbig, 43 × 47 cm und Textband 131 S., ill, in Kassette; ISBN 3-280-00778-X.
- Alpenreise 1655: Conrad Meyer und Jan Hackaert, Ausstellung im Helmhaus Zürich 1979, Katalog von Gustav Solar; Zentralbibliothek Zürich 1979; 61 S., ill.
- Das Panorama und seine Vorentwicklung bis zu Hans Conrad Escher von der Linth, 2. Aufl.; Verlag Orell Füssli, Zürich 1979; 142 S.; ISBN 3-280-01037-3.
- Gemälde Jan Hackaerts in der Schweiz und in Liechtenstein, in: Zeitschrift für Schweizerische Archäologie und Kunstgeschichte, Band 44, 1987, S. 187–216, mit dt., franz., ital. und engl. Zusammenfassung, ill.
- Hans Conrad Escher von der Linth: Der persönliche Lebensbericht von Hans Conrad Escher von der Linth, bearb. von Gustav Solar, hrsg. von der Linth-Escher-Gesellschaft, [Mollis 1998], 2 Teile in Schuber mit 32 Bildtafeln.